# Adolf Krauß (Ingenieur)

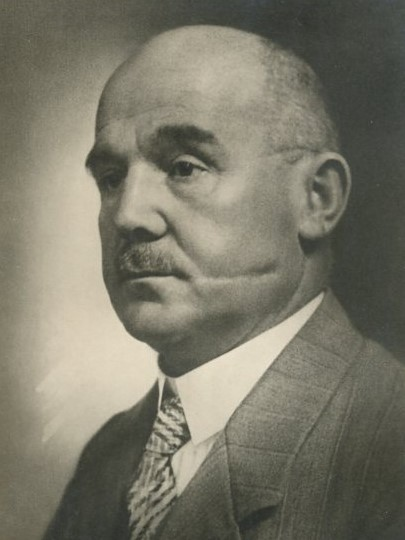
Adolf Krauß 1932

Adolf Krauß (* 2. August 1878 in Riedbach, Kreis Crailsheim; † 20. August 1947 in Rockenau) war ein deutscher Ingenieur. Er war Vorsitzender des Vereins Deutscher Ingenieure (VDI).

## Leben
Adolf Krauß studierte an der Technischen Hochschule Stuttgart. Zum 1. September 1913 wurde er von Carl Bosch zur Badischen Anilin- und Sodafabrik geholt, um die Leitung des neu gegründeten Konstruktionsbüros „Stickstoff“ zu übernehmen. Dieses Büro war für den Ausbau des in Oppau gelegenen Stickstoffwerkes, das Ammoniak nach dem Haber-Bosch-Verfahren produzierte, zuständig. Auch für den Bau des Stickstoffwerkes in Leuna ab 1916 war das von Krauß geleitete Büro verantwortlich. 1925 übernahm er die Leitung der gesamten maschinentechnischen Abteilung der Badischen Anilin- und Sodafabrik. Mit der Gründung der I.G. Farben trat er in deren Konzertvorstand ein. Er wurde Vorsitzender der technischen Kommission der gesamten I.G. Farben. 1926 verlieh die Technische Hochschule Stuttgart Krauß die Würde eines Doktor-Ingenieurs ehrenhalber. 1932 trat er in den Ruhestand. In seinen späteren Berufsjahren kümmerte Krauß sich um die Erschließung von Wasserkraftwerken für die chemische Industrie. Er führte den Titel eines Regierungsbaumeisters.
Krauß war Mitglied des Vereins Deutscher Eisenhüttenleute (VDEh). Zudem gehörte er dem Verein Deutscher Ingenieure (VDI) und dem Württembergischen Bezirksverein des VDI an. 1929 wurde er Mitglied des VDI-Vereinsvorstands, 1931 wurde er für die Jahre 1932 bis 1934 zum Vorsitzenden gewählt. Als gemeinsamer Vertreter von VDI und Industrie beteiligte sich Krauß 1929 am Weltingenieurkongress in Tokio. Der Versuch Gottfried Feders, Mitbegründer des Kampfbundes Deutscher Architekten und Ingenieure, Krauß als Vorsitzenden des VDI abzulösen, konnte zwar abgewehrt werden, aber Krauß und mit ihm fünf weitere Vorstandsmitglieder des VDI traten in der Folge von ihren Posten zurück.